# Evert Nyberg
Evert Nyberg (né le 28 février 1925 à Göteborg et mort le 17 août 2000 dans cette même ville) est un athlète suédois, spécialiste des courses de fond.

## Biographie
Il remporte la médaille de bronze du 5 000 mètres lors des championnats d'Europe d'athlétisme de 1946, à Oslo, derrière le Britannique Sydney Wooderson et le Néerlandais Willem Slijkhuis.
Il participe aux Jeux olympiques de 1948, de 1956 et de 1960.

### Palmarès
| Date | Compétition           | Lieu      | Résultat | Épreuve  | Performance     |
| ---- | --------------------- | --------- | -------- | -------- | --------------- |
| 1946 | Championnats d'Europe | Oslo      | 3e       | 5 000 m  | 14 min 23 s 2   |
| 1956 | Jeux olympiques       | Melbourne | 8e       | Marathon | 2 h 31 min 12 s |

### Records
| Épreuve | Performance   | Lieu | Date         |
| ------- | ------------- | ---- | ------------ |
| 5 000 m | 14 min 23 s 2 | Oslo | 23 août 1946 |